# فري تي في
فري تي في (بالإنجليزية: Free TV) هي قناة تلفزيونية فضائية مصريّة يملكها المنتج نصر محروس، أطلقت في 20 يوليو 2015.

## خلفية
القناة تعرض العديد من أغاني شركة «فرى ميوزيك» التي يملكها نصر محروس نفسه، إضافة لعدد من الأغاني الغربية من مجموعة يونيفرسال الموسيقية، وقد زعم محروس أن القناة ستعمل على اكتشاف وعرض المواهب الجديدة في عالم الغناء، وأنه اختار الاسم ليكون شبيه بشركة الإنتاج الفني التي يمتلكها، وقد كان يفترض أن تطلق القناة قبل ذلك بعام غير أنه أجل الأمر.
ويُوصَفُ نصر محروس بأنه أحد أفضل المنتجين في مصر وأهم صانعي النجوم في منطقة الوطن العربي كما أنه فنان متعدد المواهب بالإضافة إلى كونه منتج ومخرج فيديو كليب وأفلام وشاعر.